# Acadèmia de Llengua Catalana
|  | No s'ha de confondre amb Acadèmia de la Llengua Catalana. |

L'Acadèmia de Llengua Catalana, també coneguda per l'Acadèmia Catalanista, Acadèmia Regionalista o Acadèmia Catalana, fou una acadèmia fundada el 16 de gener de 1891 pel jesuïta Lluís Ignasi Fiter. Era d'ideologia mariana i molt conservadora.
De primer en aquesta institució hi convergiren prohoms com Prat de la Riba, Josep Torras i Bages o Josep Puig i Cadafalch. Més tard s'hi integraren figures literàries com Josep Carner, Josep M. López-Picó, Jaume Bofill i Mates.
Als anys 50 l'acadèmia va agafar un impuls renovat i un nou rol, ja que diversos dels seus membres d'aquell temps foren personatges importants de l'oposició democràtica catalanista a la dictadura franquista: l'abat Escarré, Jaume Vicens i Vives, Raimon Galí, Jordi Pujol, Josep Benet, Josep Espar i Ticó, Lluís Maria Sunyer o Jaume Casajoana.